# Boxset
Boxset  är en samlingsbox av musikgruppen The Doors, utgiven i oktober 1997.

## Låtlista
CD 1: Without a Saftey Net
1. "Five to One" (Live Dinner Key Auditorium, Miami, 1969) 7:29
2. "Queen of the Highway" (Alternativ Jazzversion Elektra Studios, 1969) 3:32
3. "Hyacinth House" (Från Robbie Kriegers personliga demo, 1969) 2:40
4. "My Eyes Have Seen You" (Demo från World Pacific Studios, 1965) 2:01
5. "Who Scared You" (B Sida från Soft Parade Singel Elektra Studios, 1969) 3:16
6. "Black Train Song" (Live Philadelphia, 1970) 12:22
7. "End of the Night" (Demo från World Pacific Studios, 1965) 2:59
8. "Whiskey, Mystics and Men" (Outgiven låt Elektra Studios, 1970) 2:19
9. "I Will Never Be Untrue" (Live Aquarius Theater, Hollywood, 1969) 3:56
10. "Moonlight Drive" (Demo från World Pacific Studios, 1965) 2:31
11. "Moonlight Drive "(Demo från Sunset Sound Studios, 1966) 2:40
12. "Rock Is Dead" (Outgivet Jam Elektra Studios, 1969) 16:39
13. "Albinoni" (Outtgivet Inspelat i TTG Studios, 1968) 4:40

Total speltid 67:04
CD 2: Live In New York, Live Madison Square Garden, New York, 1970
1. "Roadhouse Blues" - 4:19
2. "Ship of Fools" - 5:20
3. "Peace Frog" - 3:15
4. "Blue Sunday" - 2:27
5. "The Celebration of the Lizard" - 17:18
6. "Gloria" - 7:14
7. "Crawling King Snake" - 6:12
8. "Money" - 2:49
9. "Pootang Blues/Sunday Trucker/Build Me a Woman" - 3:35
10. "The End" - 18:01

Total speltid 70:30
CD 3: The Future Ain't What It Used To Be
1. "Hello to the Cities" (Live Ed Sullivan Show, 1967 och Cobo Hall, Detroit, 1970) - 0:56
2. "Break on Through (To The Other Side)" (Live Isle Of Wight Festival, 1970) - 4:32
3. "Rock Me" (Live PNE Coliseum, Vancouver, 1970) - 6:36
4. "Money" (Live PNE Coliseum, Vancouver, 1970) - 2:59
5. "Someday Soon" (Live Seattle Center, Seattle, 1970) - 3:41
6. "Go Insane" (Demo inspelad i World Pacific Studios, 1965) - 2:30
7. "Mental Floss" (Live Aquarius Theater, Hollywood, 1969) - 3:38
8. "Summer's Almost Gone" (Demo inspelad i World Pacific Studios, 1965) - 2:17
9. "Adolph Hitler" (Live Boston Gardens, Boston, 1970) - 0:12
10. "Hello, I Love You" (Demo inspelad i World Pacific Studios, 1965) - 2:28
11. "The Crystal Ship" (Live The Matrix, San Francisco, 1967) - 2:55
12. "I Can't See Your Face in My Mind" (Live The Matrix, San Francisco, 1967) - 3:16
13. "The Soft Parade" (Live PBS Television, New York, 1969) - 10:03
14. "Tightrope Ride" (The Doors Other Voices, 1971) - 4:17
15. "Orange County Suite" (Elektra Studios, 1970) - 5:27

Total speltid 55:47
CD 4: Band Favorites
1. "Light My Fire" - 7:05
2. "Peace Frog" - 2:52
3. "Wishful Sinful" - 2:56
4. "Take It as It Comes" - 2:13
5. "L.A. Woman" - 7:49
6. "I Can't See Your Face in My Mind" - 3:18
7. "Land HO!" - 4:08
8. "Yes, the River Knows" - 2:35
9. "Shaman's Blues" - 4:45
10. "You're Lost Little Girl" - 3:01
11. "Love Me Two Times" - 3:23
12. "When the Music's Over" - 11:00
13. "The Unknown Soldier" - 3:10
14. "Wild Child" - 2:36
15. "Riders on the Storm" - 7:14

Total speltid 68:05